# Maria Blombergowa
Maria Magdalena Blombergowa z d. Kossowska, także Maria Magdalena Blomberg (ur. 14 listopada 1936 w Wąwolnicy) – polska archeolog i historyk nauki.

## Życiorys
Maria Blombergowa była córką rotmistrza Jana Mikołaja Kossowskiego, ofiary zbrodni katyńskiej i Teodozji z d. Sienkowskiej. Urodziła się w Wąwolnicy, gdzie w 1950 ukończyła szkołę podstawową. Dzięki siostrze, będącej zakonnicą w klasztorze Urszulanek w Łodzi, przeprowadziła się do Łodzi, gdzie podjęła naukę w Liceum Sztuk Plastycznych w Łodzi i zdała maturę w 1955.
W latach 1955–1956 była projektantką tkanin w Południowo-Łódzkich Zakładach Przemysłu Jedwabniczego. Następnie podjęła naukę na Uniwersytecie Łódzkim, a od 1957 pracowała jako asystent naukowo-techniczny w Katedrze Archeologii Uniwersytetu Łódzkiego, by po obronie pracy magisterskiej w 1961 na Wydziale Filozoficzno-Historycznym Uniwersytetu Łódzkiego zostać starszym asystentem, którym była do 1973. W latach 1973–1992 pracowała jako pracownik naukowo-techniczny w Instytucie Archeologii Polski Środkowej Instytutu Historii Kultury Materialnej PAN, w międzyczasie w 1987 na Uniwersytecie Łódzkim broniąc doktorat „Polscy członkowie rosyjskich towarzystw archeologicznych”, pod opieką naukową prof. Konrada Jażdżewskiego. Habilitację uzyskała w 1995 w Instytucie Archeologii i Etnologii Polskiej Akademii Nauk w Warszawie, w tym samym roku zostając adiunktem w Instytucie Archeologii UŁ, a od 1998 profesorem nadzwyczajnym. W 2009 przeszła na emeryturę. W ramach pracy dydaktycznej jako wykładowca akademicki koncentrowała się na dziejach polskich badań archeologicznych, historii archeologii, a także konserwacji i ochronie zabytków archeologicznych.
Maria Blombergowa prowadziła badania terenowe w Polsce i za granicą, w tym m.in.: Drengsted (1966), Winchester (1967), na Węgrzech (1968), w Anglii, Danii i Białorusi. W okresie od 1994 do 1996 prowadziła badania w Rosji (Odry, Węsiory, Tatry Polskie, Lubiszewo, Łęczyca, Bąkowa Góra), prowadziła badania związane ze zbrodnią katyńską i uczestniczyła w pracach ekshumacyjnych w Katyniu i Charkowie.
Maria Blombergowa jest członkinią: Polskiego Towarzystwa Archeologicznego (od 1958, obecnie Stowarzyszenie Naukowe Archeologów Polskich), Stowarzyszenia „Rodzina Katyńska w Łodzi” (od 1990), Komisji Dziejów i Metodologii Badań Archeologicznych, Komitetu Nauk Pra- i Protohistorycznych Wydziału I Polskiej Akademii Nauk (od 1992), Komisji Syberyjskiej (obecnie Komisji do Badań Syberii) Komitetu Historii Nauki i Techniki PAN (od 1994), Łódzkiego Towarzystwa Naukowego (od 2000), Oddziału Łódzkiego Polskiego Towarzystwa Historii Medycyny i Farmacji (od 2007), Klubu Historycznego im. S. Roweckiego „Grota” (od 2008), a także Polskiej Akademii Umiejętności. Była w latach 1990–1997 członkinią prezydium Okręgowej Komisji Badania Zbrodni Hitlerowskich (obecnie: Komisja Ścigania Zbrodni przeciwko Narodowi Polskiemu), a w latach 2009–2015 członkinią Prezydium Komitetu Historii Nauki i Techniki.

## Publikacje
Maria Blombergowa jest autorką ponad 40 artykułów, notatek w czasopismach, stanowiących m.in. biogramy polskich badaczy oraz ofiar zbrodni katyńskiej. Ponadto jest autorką publikacji, takich jak:
- Polscy członkowie rosyjskich towarzystw archeologicznych 1839–1914 (1988),
- Badania archeologiczne Polaków na terytorium Imperium Rosyjskiego w XIX i początku XX wieku (Łódź 1993),
- Katyń w świetle badań terenowych 1994–1995 (Toruń 2003),
- Wandalin Szukiewicz (1852–1919) (Warszawa–Lida 2010),
- Teodor Mateusz Narbutt (1784–1864) (Warszawa–Lida 2011)[1].

## Odznaczenia
- Złoty Medal „Opiekun Miejsc Pamięci Narodowej” (1995)[1],
- Złoty Krzyż Zasługi (2001),
- Złota Odznaka Uniwersytetu Łódzkiego (2001),
- Nagroda Rektora zespołowa I stopnia za książkę pt. Katyń w świetle badań terenowych 1994–1995 (Toruń 2003),
- Medal „Pro Memoria” za wybitne zasługi w utrwalaniu pamięci o ludziach i ich czynach w walce o niepodległość Polski podczas II wojny światowej i po jej zakończeniu (2005)[5],
- Krzyż Kawalerski Orderu Odrodzenia Polski (2011),
- odznaczenie pamiątkowe „Za Zasługi dla Światowego Związku Żołnierzy Armii Krajowej” (2012),
- Nagroda „Świadek Historii” nadana przez Instytut Pamięci Narodowej, Komisję Ścigania Zbrodni przeciwko Narodowi Polskiemu (2014)[1],
- Medal Łódzkiego Towarzystwa Naukowego,
- Złoty Medal „Zasłużony Kulturze Gloria Artis” (2020)[5][6].